# قرية ليك جورج (نيويورك)
قرية ليك جورج (بالإنجليزية: Lake George (village), New York)‏ هي منطقة سكنية تقع في الولايات المتحدة في نيويورك (ولاية). يقدر عدد سكانها بـ 985 نسمة .